# Кам'янець-Подільська різанина
Кам'янець-Подільська різанина (нім. Massaker von Kamenez-Podolsk) — масове вбивство наприкінці серпня 1941 року в районі міста Кам'янець-Подільський близько 23 600 євреїв, скоєне особовим складом 320-го батальйону поліції і членами «штабу особливих акцій» Вищого начальника СС і поліції Півдня Росії обергрупенфюрера СС Фрідріха Єккельна. Чимало цих жертв попередньо було депортовано на завойовану нацистами територію СРСР із захопленого союзною гітлерівцям Угорщиною Закарпаття. Різанина була найкривавішим на той час випадком Голокосту, який трапився більш ніж за місяць до масових розстрілів у Бабиному Яру та вважається вирішальним кроком політики вибіркового вбивства до наміченого цілковитого винищення єврейства.

## Передісторія

### Антисемітизм у розширеній Угорщині
Угорські уряди Бели Імреді і Пала Телекі, починаючи з 1938 року, видали низку так званих єврейських законів і таким чином загострили питання поширення антисемітизму у міжвоєнній Угорщині. Ці засновані на расизмі законодавчі положення обмежили економічні і професійні свободи та виборче право євреїв. Водночас, ці закони ставили під питання угорське громадянство тисяч угорських євреїв. До того ж у квітні 1941 року угорський парламент ухвалив закон, що забороняв укладення шлюбів і позашлюбні статеві зносини між неєвреями та євреями, який набрав чинності в серпні 1941.
Позаяк Угорщині вдалося переглянути встановлений Тріанонським договором у 1920 році післявоєнний територіальний порядок, дискримінація торкалася все більшої кількості людей. За підтримки нацистської Німеччини і фашистської Італії угорська зовнішня політика домоглася на початку листопада 1938 за допомогою Першого Віденського арбітражу, що території з угорською більшістю населення у південній Словаччині, а також на заході Карпатської України перейшли від Чехословаччини до Угорщини. У цих районах проживало близько 67 000 євреїв. Ще близько 78000 євреїв потрапили під угорське правління після того, як угорські війська в березні 1939 року услід за розгромом решти Чехословаччини окупували зі схвалення Гітлера частини Карпатської України, що до 1918 належали Австро-Угорщині. Врешті, Другий Віденський арбітраж 30 серпня 1940 змусив Румунське королівство поступитися Угорщині північним Семигородом, де жило близько 164 тис. євреїв.
Крім того, в Угорщину з Німеччини, Австрії, колишніх чеських земель і Польщі з 1939 по 1941 рік утекло від 10 до 20 тис. або ж від 15 до 35 тис. євреїв. Деяким із цих біженців органи влади надали право на проживання, інші офіційно визнавалися транзитними біженцями на шляху до Палестини. Дехто з біженців приховав свою ідентичність за підробленими документами, тоді як інших угорська імміграційна поліція – Національне центральне управління нагляду за іноземцями (Külföldieket Ellenőrző Országos Központi Hatóság, KEOKH) помістила в табори для інтернованих осіб. Хоча чисельність цих єврейських біженців навряд чи впадала в око, вона посилила антисемітські тенденції в угорському управлінському апараті. 1941 року в Угорщині, згідно з переписом, проживало загалом близько 825 тис. євреїв.

### Депортація «чужих» євреїв
20 листопада 1940 року Угорщина приєдналася до Троїстого пакту. Вже в квітні 1941 р. вона на правах союзника Німецького Райху долучилася до балканської кампанії; врешті, у червні 1941 року Угорщина поряд з Німеччиною взяла участь у вторгненні в Радянський Союз. Три угорські дивізії воювали в низці районів Української РСР. У результаті свого просування угорські війська на деякий час здійснювали верховну військову владу на значній українській території на північний схід від Угорщини.
У цій обстановці дві антисемітські керівні сили KEOKH запланували переселити небажаних «чужоземних» євреїв у нові «звільнені» райони. Закарпатський губернатор Міклош Козма заповзявся втілити цей план і заручився згодою очільника угорської держави регента Горті. Кабінет під головуванням прем'єр-міністра Ласло Бардошші вирішив здійснити цей план 12 липня 1941 року. Положення про реалізацію передбачали депортацію «новоспечених польських і радянських євреїв у якомога більшій кількості і чим швидше, тим краще». Цей захід, евфемістично названий «репатріація», повинен був зосередитися, зокрема, у Карпатській Україні. Метою виселення євреїв, захоплених імміграційною поліцією та місцевими органами влади, була Східна Галичина. Провести в життя план депортації було доручено Міклошу Козмі.
Він відправив євреїв, як це і передбачав план депортації, до Ясіні, що біля тодішнього угорсько-українського кордону. Їм було дозволено брати лише найнеобхідніші речі, харчі на три дні та максимум 30 пенге. Щоб розвіяти їхні побоювання, їм сказали, що вони зможуть заселитися в житла тих євреїв, які втекли на схід від німецького наступу на радянські війська. Депортації, які практично здійснювалися в Угорщині ще до 12 липня 1941 р., часто торкалися поряд із біженцями і євреїв, які давно жили в Угорщині — не тільки у Карпатській Україні, а й, наприклад, у Семигороді, на озері Балатон або у медьє Пешт-Піліш-Шолт-Кішкун. Жертвами таких депортацій стали також цигани.
Від збірного пункту Ясіня євреїв щодня перевозили групами приблизно по 1000 душ у Коломию, яка все ще перебувала під угорською військовою юрисдикцією. До 10 серпня 1941 року там зібралися 14 000 євреїв, до кінця серпня це число збільшилося ще на 4 000. У той самий проміжок часу угорські підрозділи переганяли прибулих групами по 300—400 людей із Коломиї через Дністер на контрольовану німецькими військами зону і заборонили їм під загрозою застосування зброї повертатися в Угорщину. Депортовані мали вирушити до Кам'янця-Подільського, Бучача, Чорткова чи Станиславова.
Більшість вигнаних з Угорщини євреїв скупчилися в Кам'янці-Подільському. Там у 1939 році проживало 14 000 євреїв (понад 38 відсотків населення), з яких після 22 червня 1941 року перед приходом німців утекло на схід приблизно 4—5 тис. Проте євреї, вигнані з Угорщини і окупованої угорцями частини південної Галичини, знову збільшили єврейську частку населення. Тому німецькі та угорські війська після вступу в місто 11 липня 1941 р. виявили приблизно від 12 до 14 тис. євреїв. До кінця серпня 1941 це число подвоїлося за рахунок подальшого напливу приблизно до 26 000.

## Обставини злочину

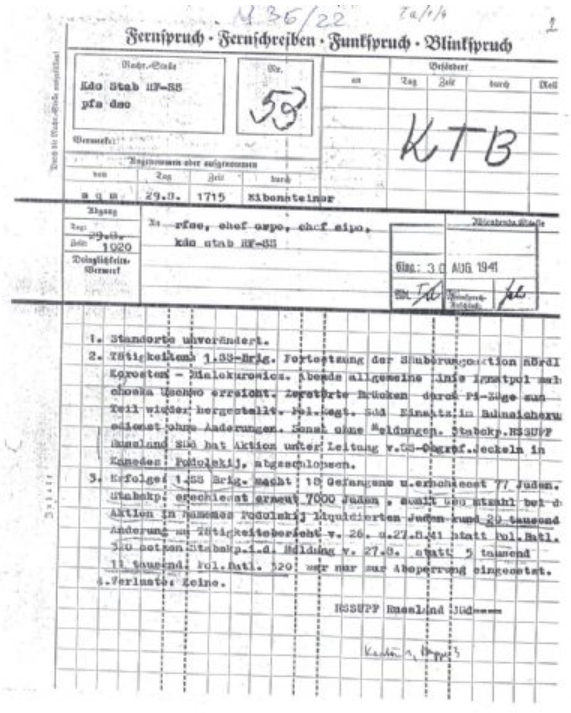
Телефонограма Єккельна від 29 серпня 1941

### Час, місце і спосіб
Дані про час злочину неоднозначні. По одному відповідному донесенню про кількість жертв Єккельн робив рано вранці 27, 28 і 29 серпня 1941 року. На думку Клауса Малманна, вони, ймовірніше за все, оповідають про попередній день. На це пристають і деякі історики. Інші відзначають, що злочин стався 27 і 28 серпня, або 27-29 серпня, або 28-31 серпня 1941.
Євреям було повідомлено, що їм необхідно покинути місто і переселитися. Довгими маршовими колонами їх було виведено з міста. Пунктом призначення була мічена вирвами, горбиста місцевість за межами міста, вочевидь, за декілька кілометрів на північ поблизу колишнього складу боєприпасів Червоної Армії.
Працівники поліції охорони утворили на місці злочину тісний коридор, через який повинні були пробігати жертви. Цінні речі потрібно було здати. Деякі євреї були змушені роздягтися. Потім вони повинні були спуститися у вирви і попередньо вириті ями, щоб лягти на землю або на тіла тих, кого було вбито перед ними. Їх страту виконували пострілом у голову з автомата. Деякі жертви були розстріляні навстоячки. Багатьох було поховано ще живими.

### Співучасники злочину

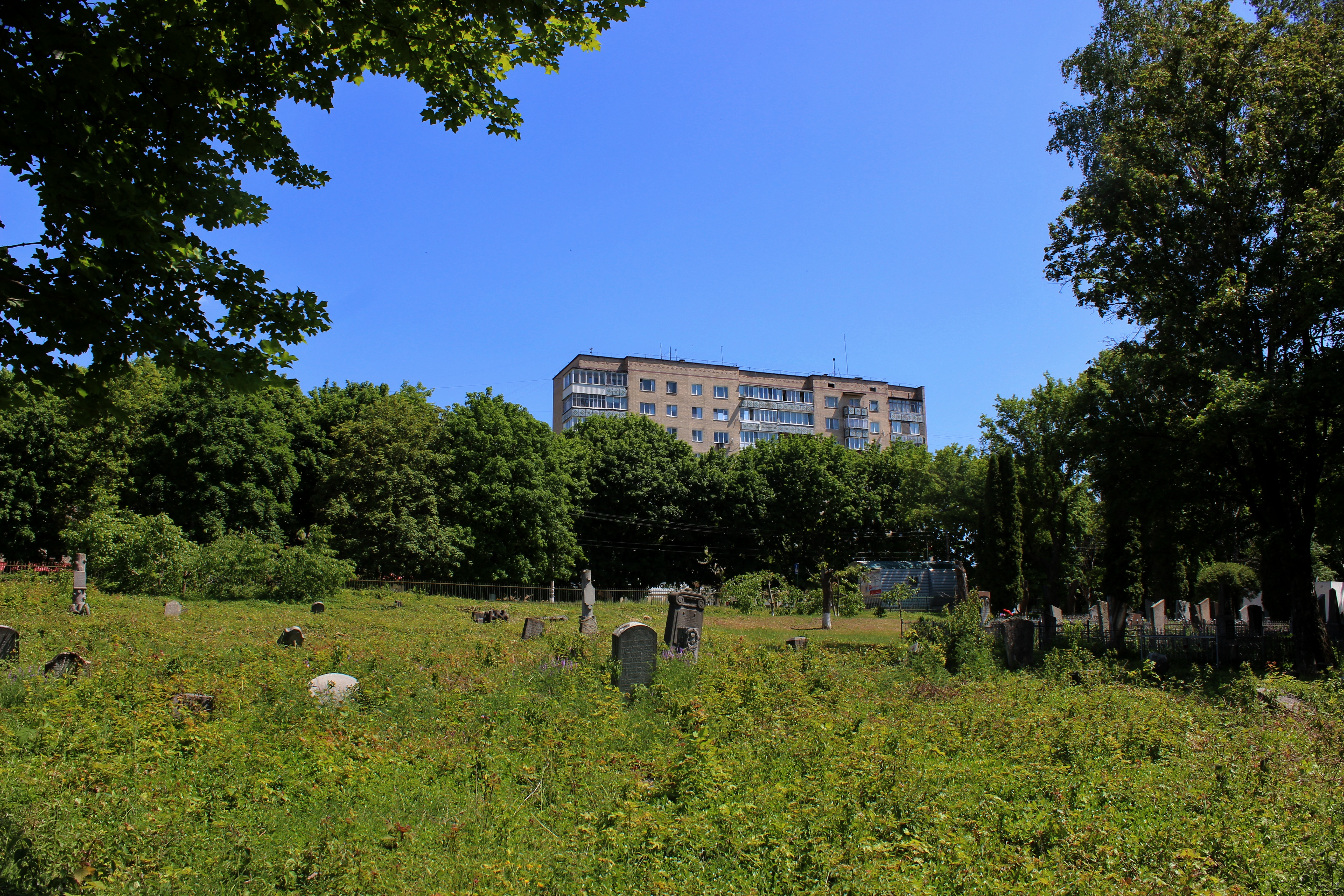
Нове єврейське кладовище. Є братська могила євреїв, убитих нацистами.

Єккельн був присутнім на розстрілах і спостерігав за подією з узвишшя. Він командував автоматниками і виправдовував розстріл євреїв виголошеною там промовою.
До винуватців злочину належали близькі співробітники Єккельна, яких він у своїх донесеннях про кількість жертв означив як «штаб особливих операцій» або «оперативна група штабної роти».
Причетними до злодіяння були і службовці 320-го батальйону поліції, створеного в лютому 1941 року у берлінському районі Шпандау. До нього входили три роти, батальйонний штаб та авторота. Ключові посади у батальйоні посідали професійні поліціянти, а особовий склад здебільшого формувався з добровольців років 30. Після німецького нападу на СРСР наприкінці червня 1941 року його було спершу переведено у польське Ясло, а звідти в середині серпня через Перемишль, Львів і Тернопіль у Проскурів. Там він надійшов у розпорядження Єккельна як підрозділ «для особливого застосування». Службовці 1-ї роти під командуванням капітана Альфреда Вебера і 2-ї роти під командуванням капітана Ганса Вімера вели євреїв із Кам'янця-Подільського до місця розстрілу. Там вони перебрали на себе загороджувальну функцію. Третя рота під орудою капітана Генріха Шарвея дісталася місця злочину 28 серпня 1941 року, її службовці також брали участь у загороджувальних діях і розстрілі.
Як випливає з пізніших результатів розслідування, розстріл виконували близько 30 есесівців і співробітників СД та 12 поліціянтів із усіх рот 320-го батальйону поліції.

### Жертви

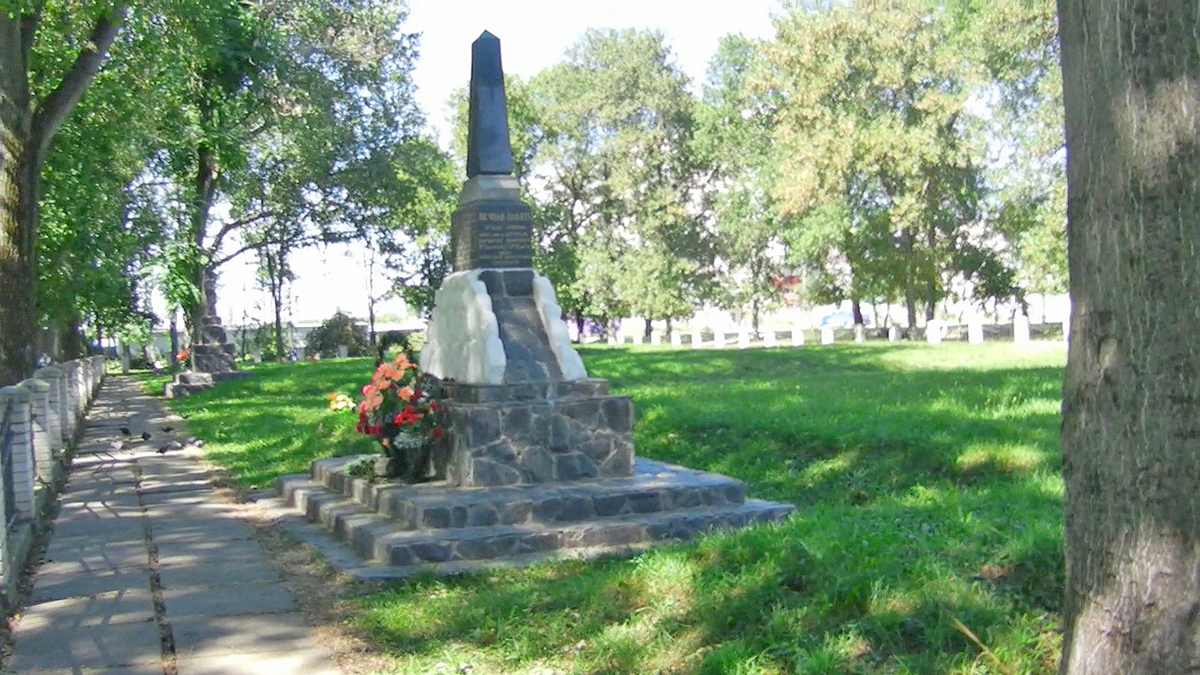
Меморіальний комплекс братських могил закатованих 26,27,28 серпня 1941 року євреїв м. Кам'янець-Подільський

Кам'янець-Подільська різанина була, згідно з названою Єккельном 30 серпня 1941 кількістю жертв у 23 600 осіб, найбільшим на той момент нацистським масовим вбивством радянських євреїв від початку війни. Вона вперше торкнулася всіх без винятку євреїв регіону, незалежно від їхнього віку та статі, а не тільки певних політичних функціонерів.
Злочинці розстріляли не тільки від 14 000 до 16 000 раніше депортованих з Угорщини євреїв, а й близько 8—9 тис. (дві третини) єврейських громадян Кам'янця-Подільського та деяких довколишніх сіл. Від 4800 до 5000 євреїв вижили в дні різанини. Їх запроторили в гетто. Коли в серпні-листопаді 1942 року гетто розпускали, його мешканців також було вбито.

### Замітання слідів
Під час «особливої операції 1005» з приховування жертв Голокосту, що проводилася в Україні з середини серпня 1943 року під керівництвом штандартенфюрера СС Пауля Блобеля, спільні могили єврейських жертв було розрито. У лютому 1944 р. зондеркоманда 1005 А з метою ексгумації та спалення трупів прибула в Кам'янець-Подільський. Та на ці роботи залишалося обмаль часу: 26 березня 1944 року Червона Армія оволоділа цією місцевістю, поклавши край усім таким спробам приховування.

## Додаток